# Andrew Irwin
Andrew Irwin (* 23. Januar 1993 in Mount Ida, Arkansas) ist ein US-amerikanischer Leichtathlet, der sich auf den Stabhochsprung spezialisiert hat.

## Sportliche Laufbahn
Andrew Irwin wuchs in Arkansas auf und studierte von 2012 bis 2015 an der University of Arkansas und wurde 2012 und 2013 NCAA-College-Hallenmeister im Stabhochsprung. 2017 startete er bei den Weltmeisterschaften in London und schied dort mit übersprungenen 5,60 m in der Qualifikationsrunde aus. 2019 scheiterte er bei den Weltmeisterschaften in Doha ohne einen gültigen Versuch in der Vorrunde, wie auch bei den Weltmeisterschaften 2022 in Eugene und den anschließend in Freeport stattfindenden NACAC-Meisterschaften.
2019 wurde Irwin US-amerikanischer Hallenmeister im Stabhochsprung.

## Persönliche Bestleistungen
- Stabhochsprung: 5,80 m, 12. April 2019 in Fayetteville
  - Stabhochsprung (Halle): 5,88 m, 8. Februar 2019 in Fayetteville